# Vukašin Mrnjavčević
 (octobre 2013).
Si vous disposez d'ouvrages ou d'articles de référence ou si vous connaissez des sites web de qualité traitant du thème abordé ici, merci de compléter l'article en donnant les références utiles à sa vérifiabilité et en les liant à la section « Notes et références ».
Vukašin Mrnjavčević, (en serbe cyrillique : Вукашин Мрњавчевић, serbe latin : Vukašin Mrnjavčević ; Bulgare : Вълкашин Мърнявчевич) (1320-1371) est un roi serbe des terres de Grèce, Souverain serbe de 1350 à 1371, d'abord grand duc de Prilep, puis despote de l'empereur Stefan Uroš V et Roi en 1365. Il est le père de Marko Kraljević.

## Il devint roi de ses propres mains.
Son royaume s'étendait sur la toute la Macédoine, le sud du Kosovo (la région de Prizren), le nord de la Grèce et le sud-ouest de la Bulgarie Actuelle.
Vukašin était le seigneur protecteur de l'empereur Stefan. Mais après que l'empereur lui octroya le titre de roi, il accapara tout le pouvoir à lui seul en se déclarant « roi de terres des serbes du sud et des grecs de macédoine » en serbe latin « gospodin zemlji srpskoj i Grkom i zapadnim stranam ».

## Affirmation de son pouvoir
Pour renforcer son jeune royaume, il confirma son fils Marko et André comme unique successeur. Il voulut aussi épouser une des cousines de l'empereur Dusan qui vivait à la cour du roi serbe de Bosnie Tvrtko Ier, mais il ne put le faire car le pape interdit à la jeune femme d'épouser un schismatique orthodoxe. Il donna alors à ses fils des princesses de haut rang et sa fille Olivera au souverain serbe de Zeta Balšić.
Après toutes ces manœuvres diplomatiques, il réussit à être reconnu par tous les souverains serbes comme le seigneur de la Macédoine.

## Le désastre de Maritsa
Lors de la bataille de la Maritsa, le 26 septembre 1371, il trouva la mort et son royaume devint vassal des Turcs.